# Manuel Manços

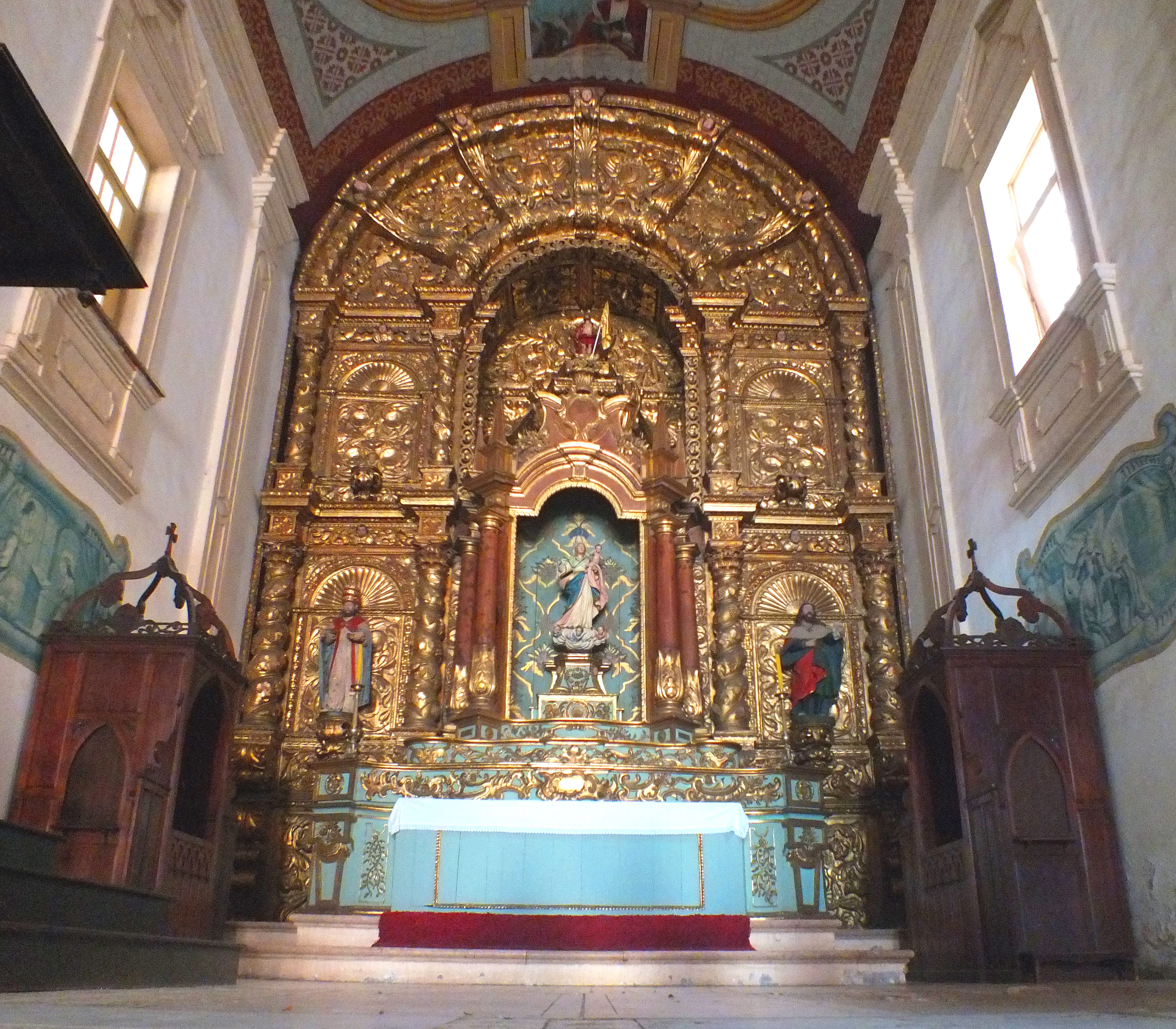
Retábulo da capela-mor da igreja jesuíta de São Luís (fins do século XVII).

Manuel Manços (ou Mansos) foi um escultor português ativo no Brasil Colônia.
Em fins do século XVII, trabalhou executando retábulos e imagens de talha dourada para a igreja do colégio jesuíta de São Luís do Maranhão, à frente de uma equipe de aprendizes. Em 1761, a igreja jesuíta foi convertida na catedral da cidade. Na capela-mor da atual catedral ainda se conserva um grande retábulo esculpido por Manços, cujo projeto é da autoria do padre João Felipe Bettendorf, jesuíta luxemburguês. Este retábulo é uma das principais obras de talha de fins do século XVII no Brasil, tendo sido tombado pelo IPHAN em 1954.